# Els desbravadors
|  | No s'ha de confondre amb Rounders. |

Els desbravadors (títol original en anglès The Rounders) és una pel·lícula estatunidenca dirigida per Burt Kennedy i estrenada l'any 1965.	

## Argument
Ben i Howdy es guanyen la vida recuperant vaques perdudes i domant cavalls a Nou Mèxic en condicions de solitud i duresa climàtica, amb la il·lusió de reunir prou diners per anar-se'n a gaudir d'una vida fàcil en una illa tropical. Però tenen la desgràcia de dependre de la tirania del ranxer Jim Ed Love, que els endarrereix el pagament del sou anual quan s'acabaven de gastar els quatre cèntims que tenien en unes nits de gresca a la ciutat. Després de jugar-se la pell intentant domar un cavall especialment salvatge, els dos homes decideixen plegar i anar-se'n a Tahití. Però no paren de trobar entrebancs.

## Repartiment
- Glenn Ford: Ben Jones
- Henry Fonda: Howdy Lewis
- Sue Ane Langdon: Mary
- Hope Holiday: germana
- Chill Wills: Jim Ed Love